# Dipòsit municipal d'aigua (Juncosa)
El Dipòsit municipal d'aigua és una obra de Juncosa (Garrigues) inclosa a l'Inventari del Patrimoni Arquitectònic de Catalunya.

## Descripció
És un pou format per dues naus rectangulars separades per sis pilars a cada un dels quals s'adossen quatre arcs, dos de formers que enllacen entre si les pilastres i dos de torals que enllacen els pilars amb les respectives pilastres adossades als murs del dipòsit. Tot és de pedra i la volta de la primera nau està tota recoberta de rajola, mentre que la segona, només fins a la meitat.
Aquest dipòsit, que fa més de tres metres d'alçada, queda a l'interior d'una estructura rectangular, amb petits òculs de ventilació, encastada a la roca i amb teulada plana; la part baixa del mur, de pedra, és atalussada. La seva capacitat és d'un milió de litres, i la profunditat de l'edificació supera els tres metres. Les cobertes són fetes per voltes de quatre punts. A la porta d'entrada hi ha una llinda amb la data de 1897.

## Història
Abans l'abastament d'aigua es feia gràcies el dipòsit; aquest captava l'aigua de les soberanes i del pou de la vila. Avui en dia, aquest sistema de subministrament de dipòsit encara es conserva. El dipòsit bomba l'aigua cap al dipòsit de l'Eral, que la reparteix a la resta de la població.